# Artrite gottosa
Per artrite gottosa o urica in campo medico, si intende un disordine reumatologico che comprende un'artropatia cronica.

## Tipologia
La forma acuta di tale artrite consiste in un attacco improvviso di gotta, in cui i cristalli di urato monosodico che si trovano nelle articolazioni vengono fagocitati dai leucociti, si manifesta con dolore che interessa soprattutto gli alluci.

## Sintomatologia
Si manifesta con forte dolore all'articolazione e arrossamento.

## Eziologia
I continui depositi cristallini di acido urico nelle articolazioni a lungo andare possono causare tale infezione. I depositi possono aumentare per via dello stress, per infezioni, assunzione di alcool o eccessi alimentari oppure essere causati da un aumento dell'acido urico endogeno nell'organismo come ad esempio in conseguenza a una chemioterapia per un tumore (le cellule tumorali distrutte liberano acidi nucleici che vengono metabolizzati anche a urati) o di un'insufficienza renale. Anche fattori propriamente articolari come traumi, aumento della pressione del liquido sinoviale e diminuzione del pH (che favorisce la precipitazione dei cristalli) possono avere un ruolo.

## Diagnosi
In radiografia l'articolazione mostra edema dei tessuti periarticolari, geodi, ed erosioni precoci. In presenza di un'artrite dolorosa con arrossamento, è distinguere se si tratta di una forma settica oppure da microcristalli e per far ciò spesso è sufficiente misurare l'uricemia o anche osservare il liquido sinoviale prelevato dall'articolazione malata al microscopio alla ricerca di cristalli o batteri. Una volta che si sono trovati i microcristalli è anche necessario fare la diagnosi differenziale con la pseudogotta (che è causata da depositi di pirofosfato) e ciò si può fare osservandone la forma.

## Terapie
Il trattamento è molto similare alla gotta, e dosi di magnesio con vitamina B6 possono aiutare la persona.
Per la forma acuta si utilizzano diversi farmaci i quali servono a eliminare i sintomi manifestati, l'assunzione di FANS, Analgesia, Colchicina e glucocorticoidi oltre a molecole in grado di ridurre l'acido urico in circolo fra cui l'allopurinolo.